# Elly Löfstrand
Elly Berta Isabella Löfstrand, född 20 juli 1913 i Stockholm, död ogift 30 april 1991 i Täby, var en svensk gymnastikledare och sjukgymnast. 
Elly Löfstrand utbildades på Anna Sandströms flickskola i Stockholm och på 1930-talet på Gymnastiska Centralinstitutet till sjukgymnast och gymnastikledare. Som ergonom vid KF Stockholm behandlade hon först främst personalen vid de anslutna verksamheterna inom Stockholmskonsum. Under hennes ledning byggde de båda organisationer upp var sitt gymnastikkansli med fokus på fysisk arbetsmiljö och ergonomi. År 1942 skapade Elly Löfstrand husmorsgymnastiken i samarbete med Svenska gymnastikförbundet och KF. Hennes gymnastikprogram var anpassat för otränade kvinnor med bakgrund inom hemarbete. Det första tillfället på Zinkendamms idrottsplats drog till sig 17 husmödrar, men redan under vinterterminen var det flera hundra kvinnor som deltog. Träningen tog kvinnornas livsituation i hemmamiljön som utgångspunkt, med rekommendationer för ergonomiska förbättringar i vardagen och övningar för att förhindra arbetsskador. Dessutom erbjöd gymnastikpassen möjlighet till att skapa en social gemenskap. För många blev gymnastikrörelsen en väg in i föreningslivet.
och under 1950-talet även barn- och pensionärsgymnastik. Löfstrand ledde utbildning och uppvisningar inom husmorsgymnastiken, bland annat vid Lingiaden i Stockholm 1949 samt även utomlands. Hon blev utsedd till Årets idrottskvinna 1963.
Elly Löfstrand var dotter till köpmannen Knut Gottfrid Löfstrand och Josefina Svensson.

### Webbkällor
- Riksidrottsförbundet

### Fotnoter
1. ↑   Sveriges dödbok 1901–2009 Swedish death index 1901–2009 (Version 5.0). Solna: Sveriges Släktforskarförbund. 2010. Libris 11931231
2. 1 2  Olof Kihlmark och Thomas Widlund (16 mars 2010). ”Svenska Gymnastikförbundets historia”. Svenska Gymnastikförbundet. Arkiverad från originalet den 24 september 2015. https://web.archive.org/web/20150924024408/http://www.gymnastik.se/ImageVaultFiles/id_7610/cf_418/Gymnastikf%C3%B6rbundets%20historia.pdf. Läst 4 september 2024.
3. ↑  Rotemannen, CD-ROM, Sveriges Släktforskarförbund/Stockholms Stadsarkiv (2012).